# Пейн, Томас
Томас Пейн, иногда Пэн (англ. Thomas Paine; 29 января [9 февраля] 1737, Тетфорд, Норфолк — 8 июня 1809[…], Гринвич-Виллидж, Нью-Йорк) — англо-американский писатель, философ, публицист, прозванный «крёстным отцом США».
Пейн впервые прибыл в Америку в возрасте 37 лет. Поддержав сепаратистские настроения в популярном памфлете «Здравый смысл» (1776) и серии памфлетов «Американский кризис» (1776—1783), стал идеологом Американской революции. В трактате «Права человека» (1791) выступил с обоснованием Французской революции с позиций Просвещения, за что был избран в Конвент в 1792 году (хотя не говорил по-французски). В 1794 году написал философский труд «Век разума», проникнутый идеями деизма и верой в торжество разума.

## Биография
Томас Пейн родился 29 января 1737 года в Тетфорде (графство Норфолк, Англия). Он был родом из небогатой квакерской семьи. Образование его ограничивалось местной школой, в которой он даже не выучил латыни. В молодости Пэйн жил в бедности. Работал в мастерской, затем служил в акцизной конторе. Его жена умерла при родах.
Зная о его способностях к красноречию, начальство попросило его написать прошение повысить зарплату. Он написал письмо к правительству, по каким-то причинам его перечитывать не стали и отправили. В нём Пейн с детской непосредственностью написал: «Повысьте нам, пожалуйста, зарплату, а то она у нас такая маленькая, что нам ничего не остается, как брать взятки». И подробно описал, кто берет, когда и сколько. После этого всю акцизную контору отправили под суд. Однако сам Пейн успел скрыться, сел на корабль и в 1774 году прибыл в Америку с рекомендательным письмом от Франклина, с которым познакомился в Англии. Это было накануне разрыва Соединённых Штатов с Англией. На громадном митинге, собранном по этому поводу, Пейн описал самыми мрачными красками тогдашнее правительство Англии, уверяя, что от него добра не дождешься, и советовал американцам объявить о независимости.

### В североамериканских колониях
При покровительстве Франклина Пейн занялся в Америке предпринимательством. Он инвестировал в рискованные проекты, в частности, связанные со строительством мостов, которые рассматривал как выдающееся «изобретение человечества, позволяющее овладеть природой, не беспокоя её власти и не разрушая её красоту». Подготовленный Пейном в 1787 г. новаторский проект моста через Скулкилл в Филадельфии был реализован через 9 лет в английском Сандерленде.
В 1775 году по поручению конгресса Пейн отвёз в Англию прошение колонистов к королю. Это прошение так и осталось без ответа, а Пейн вернулся в Америку, где издал брошюру «Здравый смысл» (англ. Common Sense), в которой доказывал, что каждый народ имеет полное право устроить у себя правительство, какое ему нравится. По словам Вашингтона, брошюра Пейна произвела переворот в умах. Он развенчивал надежды колонистов на заступничество короля и объявлял монархию противоестественным способом правления. Примеры некомпетентных или никчемных монархов он в изобилии черпал из Ветхого Завета. Считается, что каждое второе семейство в Тринадцати колониях владело экземпляром этой брошюры, что делает её самой успешной книгой в истории Нового света. Феноменальному успеху трактата способствовало то, что он распространялся практически бесплатно, ибо Пейн отказался от авторских прав на своё произведение.
«Здравый смысл» подготовил колонистов к окончательному разрыву с метрополией. Пейну приписывается также авторство анонимной статьи «Африканское рабство в Америке» (African Slavery in America, март 1775), содержавшей одно из первых изложений идеологии аболиционизма; под её влиянием было создано первое в Америке аболиционистское общество. После того, как была составлена декларация независимости и началась война с Англией, Пейн отправился в лагерь Вашингтона и написал цикл из 13 памфлетов «Американский кризис», в надежде поддержать мужество небольшой американской армии. Одна из его статей была, по приказанию Джорджа Вашингтона, прочитана войскам вместо дневного приказа и до того вдохновила солдат, что, бросаясь в бой с англичанами, они повторяли начальные слова статьи Пейна: «Настало время испытать силу человеческой души!».
Благодаря изданным сочинениям Пейн сделался самым популярным, после Вашингтона, человеком в Америке. В 1780 году, когда Чарлстон был взят английскими войсками и Вашингтон оказался в самом отчаянном положении, для покрытия чрезвычайных военных расходов Пейн предложил устроить национальную подписку и первый внёс 500 долларов. В 1781 году Пейн, совместно с подполковником Джоном Лоуренсом, был отправлен американским правительством в Париж для переговоров о получении займа и выполнил это поручение успешно.

### В революционной Франции
По окончании войны Пейн возвратился в Англию. Вспыхнувшую в 1789 году французскую революцию Пейн, наряду с Бернсом и Вордсвортом, приветствовал как зарю свободы для всего человечества. Когда в 1790 году Бёрк издал свои «Размышления о Французской революции», Пейн возражал ему обширной брошюрой «Права человека» (англ. Rights of Man), в которой отстаивал естественные, прирождённые права человека. По мнению Пейна, человек вступает в общественный союз не для умаления прирождённых ему прав, а для их обеспечения; уступая часть своих прав в интересах общества, он оставляет за собой свободу мысли, свободу религиозной совести и право делать для своего счастья всё, что не вредит другим. Полемизируя по этому вопросу с Бёрком, Пейн горячо защищает новую конституцию Франции, дающую право голоса всем, кто платит хоть самую ничтожную подать, и даёт злую характеристику английской конституции, которая вся направлена к тому, чтобы дать королю средства подкупать своих подданных. Задетое за живое, правительство решилось преследовать автора брошюры.
В мае 1792 года Пейн был предан суду по обвинению в оскорблении короля и конституции. Пейн не мог присутствовать на суде; избранный членом национального конвента, он жил в Париже, поручив защиту своей книги и личности знаменитому адвокату Томасу Эрскину. Несмотря на блестящую речь Эрскина, возбудившую энтузиазм у молодежи, присяжные признали Пейна виновным. Не имея возможности посадить в тюрьму автора брошюры, правительство подвергло преследованию всех тех, у кого можно было её найти. Как член конвента, Пейн был сторонником жирондистов и всегда голосовал вместе с ними. В процессе против короля он стоял за изгнание Людовика XVI и предупреждал собрание, что казнь короля будет громадной политической ошибкой и произведет крайне неблагоприятное впечатление в Америке, где Людовик XVI был очень популярен. Вместо казни он советовал отправить короля в изгнание в Америку; там он увидит, «как растёт общественное благосостояние при республиканском правлении, основанном на свободе и на справедливом представительстве».
Монтаньяры не могли простить Пейну его заступничества за короля; после падения жирондистов он был арестован, приговорен к смерти и спасся только благодаря счастливой случайности. Во время своего заключения Пейн написал своё знаменитое сочинение — «Век разума», в котором пытался приложить приёмы рационалистической критики к объяснению Библии.

### Поздние годы
В 1804 году Пейн вернулся в Америку. Президент Джефферсон, помня заслуги Пейна в деле американской свободы, предоставил в его распоряжение целый корабль. Думая, что его и теперь примут с восторгом, Пейн жестоко ошибся в своих расчетах. «Век Разума» вооружил против него религиозно настроенное американское общество; подстрекаемые духовенством, прежние друзья отвернулись от него. Он не мог перенести этого и стал искать утешения в вине.
Пейн умер 8 июня 1809 года в нью-йоркском квартале Гринвич-Виллидж, оставленный почти всеми, но спокойный, с утешительным сознанием, что прожил жизнь недаром. «Жизнь моя, — писал он к одному из своих приятелей за несколько дней до смерти, — была полезна для человечества; я, насколько мог, делал добро и умираю спокойно, надеясь на милосердие Создателя».
Пейн просил, чтобы его похоронили в Нью-Йорке на квакерском кладбище, однако местная община отказалась предоставить место для знаменитого «безбожника». Его погребли под каштановым деревом на принадлежавшей ему ферме. На похоронах некогда самого популярного человека Америки присутствовало всего 6 человек (из них 2 слуги-негра).
В 1819 г. радикально настроенный английский публицист Уильям Коббет выкопал останки Пейна и перевёз их на родину, намереваясь добиться почётного перезахоронения «великого сына Англии». Этого не случилось, и судьба праха Пейна после смерти Коббета остаётся загадкой. Многие впоследствии утверждали, что им принадлежит череп или правая кисть одного из основателей США, ссылаясь на то, что получили эти «реликвии» от самого Коббета.

## Воззрения Т. Пейна

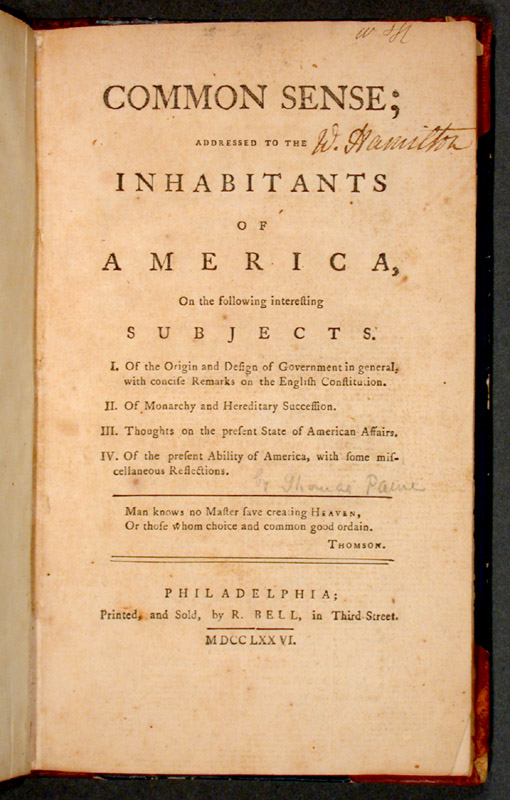
Памфлет «Здравый смысл»

В религиозных воззрениях Пейн был последователем английских деистов; целью его было поколебать, как он выражался, библейскую и христианскую мифологию. В 1795 году Пейн издал небольшой трактат, в котором резюмировал свои политические убеждения. В 1797 году он основал, в противовес обществу атеистов, теофилантропический кружок, в заседаниях которого излагал основы своей, очищенной от суеверий, религии. Масонство считал продолжением друидских ритуалов древних кельтов.
Пейн был типическим представителем как политического, так и религиозного рационализма. Он был самоучкой, многого не знал и потому нередко говорил наивности, которые живо подхватывались его врагами. Несомненно, однако, что он отличался здравым смыслом, сильной логикой и замечательной ясностью изложения. Это был народный трибун в полном смысле этого слова, не только потому, что умел говорить языком, понятным народу, но и потому, что руководящей идеей его жизни было служение народу. К известному выражению Франклина: «Моё отечество там, где свобода», Пейн сделал такую поправку: «Моё отечество там, где нет свободы, но где люди бьются, чтоб добыть её».
Анализируя формы государства, Пейн различал «старые» (монархические) и «новые» (республиканские) формы. В основу этой классификации были положены принципы образования правления — наследование или выборность. Правление, основанное на передаче власти по наследству, он называл «самым несправедливым и несовершенным из всех систем правления». Не имея под собой никакой правовой основы, утверждал Пейн, такая власть неизбежно является тиранической, узурпирующей народный суверенитет. Абсолютные монархии «являются позором для человеческой природы».

## Сочинения
- Полное собрание сочинений П. («Writings of Th. P.», collected and edited by Moneure Conway) вышло в Нью-Йорке в 1895 г.
- Пейн Т. Избранные сочинения. М., 1959.